# 樋口総合研究所
株式会社樋口総合研究所（ひぐちそうごうけんきゅうじょ）は、東京都新宿区に東京本社、神奈川県相模原市に神奈川本社を置き、ITエンジニアリング事業などを行う企業である。

## 沿革
- 2010年（平成22年） 
  - 6月
    - 株式会社樋口総合研究所を設立
    - 神奈川県相模原市に本社を開設
    - ITエンジニアリング事業を開始
- 2013年（平成25年）
  - 5月 - 業務拡張により東京本社（新宿）開設
- 2014年（平成26年）
  - 7月 - ISMS「ISO/IEC27001」認証
- 2022年（令和4年）
  - 5月 - 業務拡張により神奈川本社（相模原市南区相模大野）オフィス移設
  - 5月 - 相模原市南区相模大野に技術開発センターを開設
  - 10月 -プライバシーマーク取得
- 2025年（令和7年）
- 7月 -東京証券取引所上場